# Cratere Joplin
Joplin  è un cratere sulla superficie di Mercurio.